# Girella zonata
Girella zonata är en fiskart som beskrevs av Günther, 1859. Girella zonata ingår i släktet Girella och familjen Kyphosidae. Inga underarter finns listade i Catalogue of Life.